# Manuel Alves Ribeiro
Manuel Alves Ribeiro (? — 1852) foi um político brasileiro.
Foi presidente da província de Mato Grosso, de 7 de agosto a 5 de outubro de 1843 e de 6 de abril a 31 de maio de 1848.